# Stark County (North Dakota)
Stark County ist ein County im Bundesstaat North Dakota der Vereinigten Staaten. Der Verwaltungssitz (County Seat) ist Dickinson.

## Geographie
Das County liegt im mittleren Südwesten von North Dakota und hat eine Fläche von 3472 Quadratkilometern, wovon 6 Quadratkilometer Wasserfläche sind. Es grenzt im Uhrzeigersinn an folgende Countys: Dunn County, Mercer County, Morton County, Grant County, Hettinger County, Slope County und Billings County.
Das County wird vom Heart River durchflossen.

## Geschichte
Stark County wurde am 10. Februar 1879 gebildet und am 30. Mai 1883 abschließend organisiert. Benannt wurde es nach George Stark, einem Vizepräsidenten der Northern Pacific Railroad, der half das Unternehmen nach dem Bankrott 1875 zu reorganisieren.
Sechs Bauwerke und Stätten des Countys sind insgesamt im National Register of Historic Places eingetragen (Stand 1. April 2018).

## Demografische Daten

Alterspyramide des Stark County

Nach der Volkszählung im Jahr 2000 lebten im Stark County 22.636 Menschen in 8.932 Haushalten und 5.877 Familien. Die Bevölkerungsdichte betrug 7 Einwohner pro Quadratkilometer. Ethnisch betrachtet setzte sich die Bevölkerung zusammen aus 97,52 Prozent Weißen, 0,23 Prozent Afroamerikanern, 0,94 Prozent amerikanischen Ureinwohnern, 0,23 Prozent Asiaten, 0,03 Prozent Bewohnern aus dem pazifischen Inselraum und 0,28 Prozent aus anderen ethnischen Gruppen; 0,78 Prozent stammten von zwei oder mehr Ethnien ab. 1,04 Prozent der Bevölkerung waren spanischer oder lateinamerikanischer Abstammung.
Von den 8.932 Haushalten hatten 32,1 Prozent Kinder und Jugendliche unter 18 Jahre, die bei ihnen lebten. 54,9 Prozent waren verheiratete, zusammenlebende Paare, 7,9 Prozent waren allein erziehende Mütter, 34,2 Prozent waren keine Familien, 29,1 Prozent waren Singlehaushalte und in 11,9 Prozent lebten Menschen im Alter von 65 Jahren oder darüber. Die Durchschnittshaushaltsgröße betrug 2,44 und die durchschnittliche Familiengröße lag bei 3,04 Personen.
Auf das gesamte County bezogen setzte sich die Bevölkerung zusammen aus 25,5 Prozent Einwohnern unter 18 Jahren, 11,6 Prozent zwischen 18 und 24 Jahren, 26,0 Prozent zwischen 25 und 44 Jahren, 21,4 Prozent zwischen 45 und 64 Jahren und 15,0 Prozent waren 65 Jahre alt oder darüber. Das Durchschnittsalter betrug 37 Jahre. Auf 100 weibliche Personen kamen 97,0 männliche Personen. Auf 100 Frauen im Alter von 18 Jahren oder darüber kamen statistisch 93,0 Männer.
Das jährliche Durchschnittseinkommen eines Haushalts betrug 32.526 USD, das Durchschnittseinkommen der Familien betrug 41.527 USD. Männer hatten ein Durchschnittseinkommen von 30.474 USD, Frauen 20.000 USD. Das Prokopfeinkommen betrug 15.929 USD. 7,9 Prozent der Familien und 12,3 Prozent Familien lebten unterhalb der Armutsgrenze. Davon waren 11,6 Prozent Kinder oder Jugendliche unter 18 Jahre und 16,7 Prozent waren Menschen über 65 Jahre.